# Ignazio Porro
Ignazio Porro, nome completo Paolo Ignazio Pietro Porro (Pinerolo, 25 novembre 1801 – Milano, 8 ottobre 1875), è stato un inventore, ottico e topografo italiano.
Il nome di Porro è normalmente associato al sistema di prismi da lui inventato verso il 1850, che è utilizzato nella costruzione dei binocoli. 
Fece importanti contributi all'ottica e alla topografia (celerimensura).

## Biografia

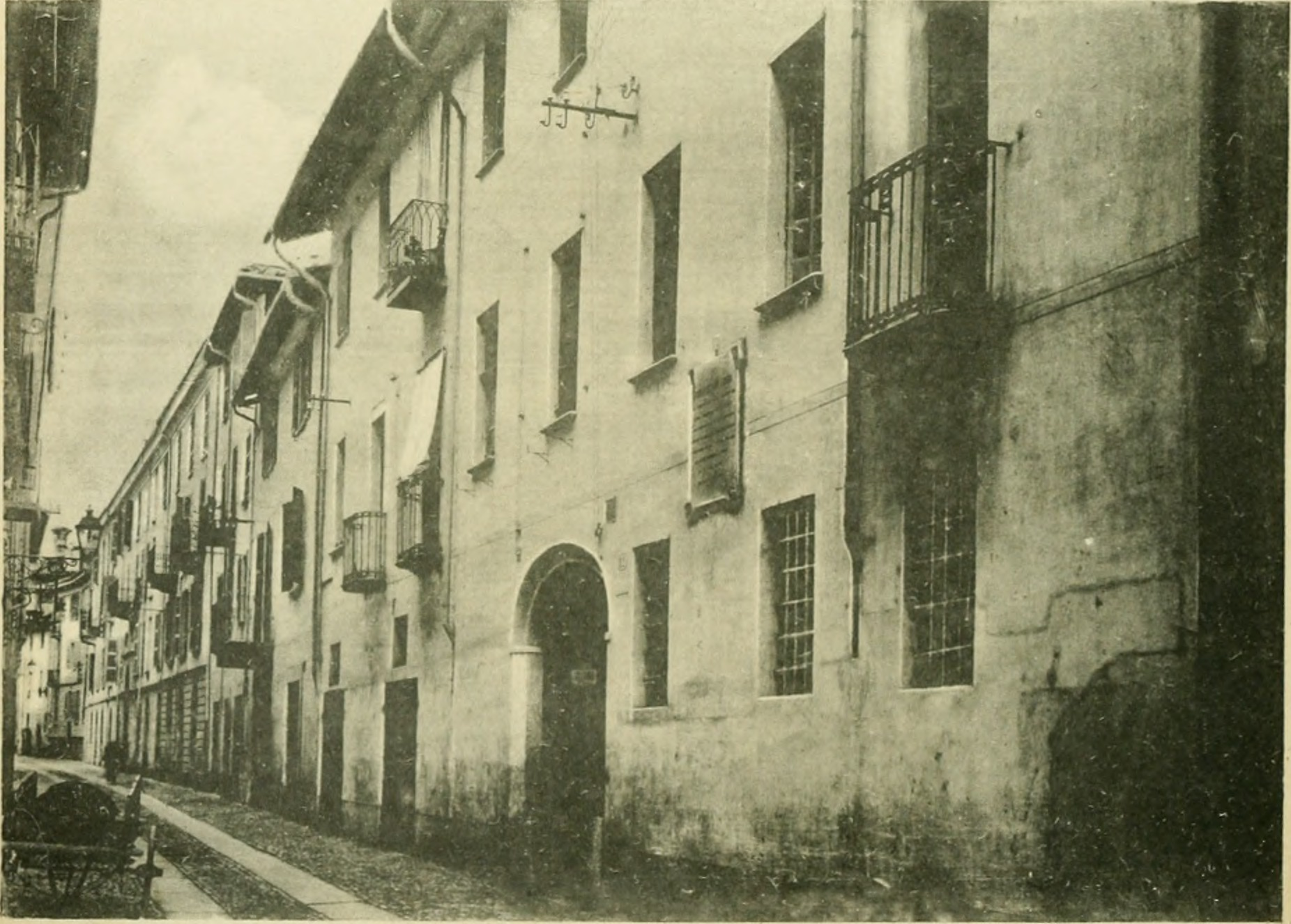
La casa di Pinerolo dove nacque Ignazio Porro

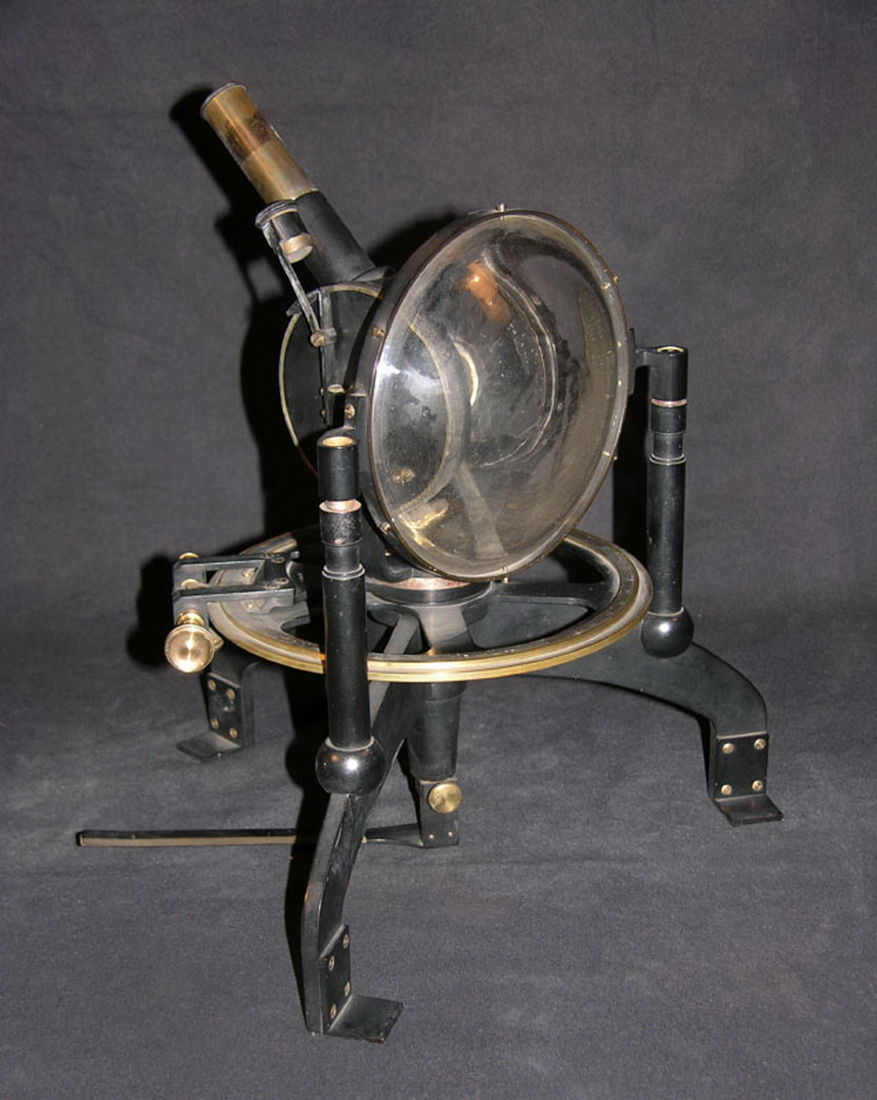
Fotogoniometro a camera mobile di Ignazio Porro. Museo nazionale della scienza e della tecnologia Leonardo da Vinci, Milano.

Divenne nel 1836 maggiore del Genio militare del Regno di Sardegna. Qualche anno dopo eseguì, su richiesta e a spese di Giuseppe Médail, primo assertore e propugnatore del Traforo ferroviario del Frejus, il rilievo topografico del territorio compreso fra Bardonecchia e Modane.  Nel 1840 progettò il tracciato della tratta ferroviaria tra Genova e Sale di Alessandria e relativa diramazione verso la città di Pavia.  Porro partecipò successivamente alla fondazione della Tecnomasio e poi fondò nel 1865 la Filotecnica, la quale si sviluppò sotto la guida del suo allievo Angelo Salmoiraghi, diventando Filotecnica-Salmoiraghi.

## Intitolazioni
A lui è intitolato l'Istituto Tecnico Industriale di Stato (ITIS) della città di Pinerolo e a lui era intitolata la Società Italiana di Fotogrammetria "Ignazio Porro".

## Opere

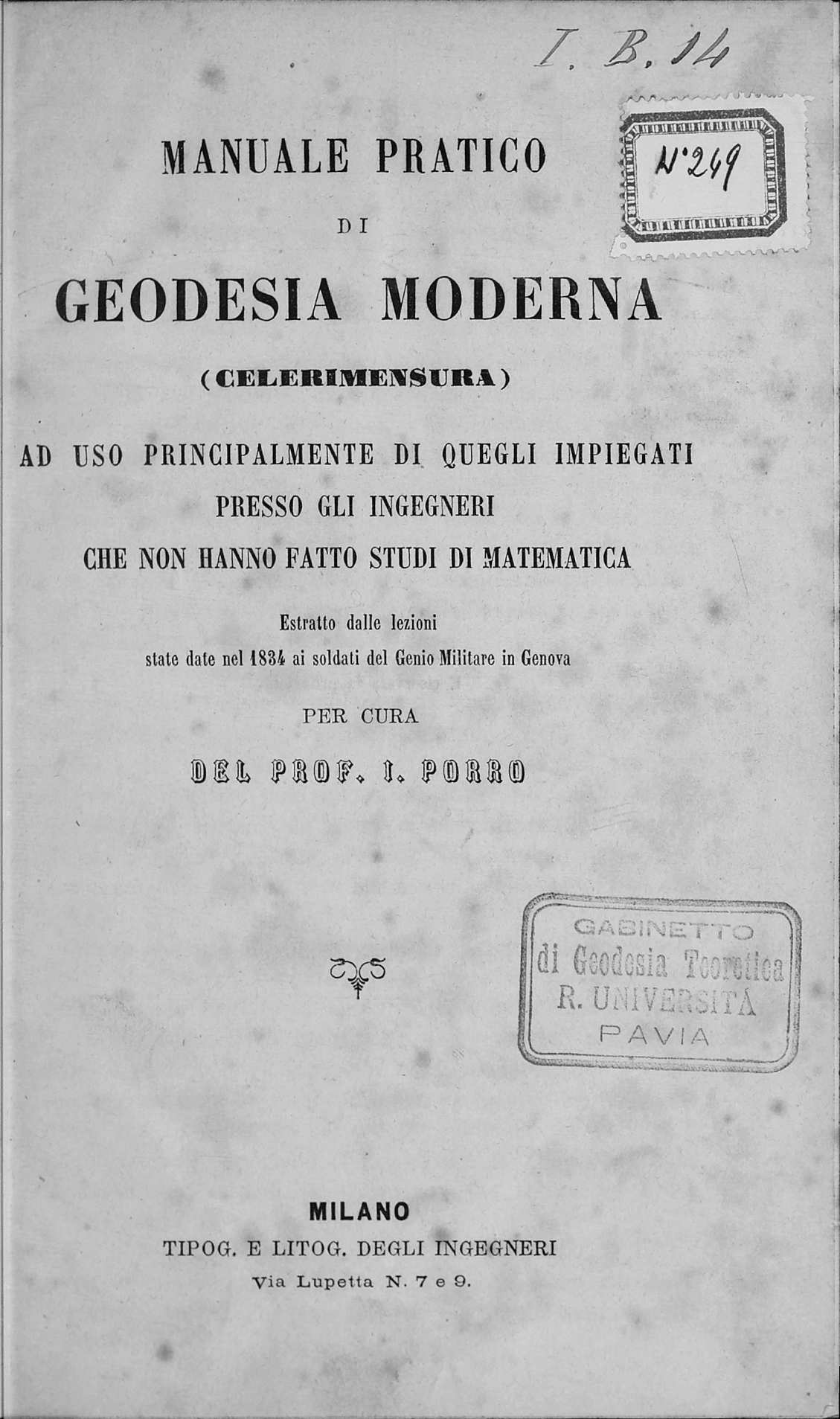
Manuale pratico di geodesia moderna, 1869

- (FR) Tachéometrie, ou L'art de lever des plans et de faire les nivellements avec beaucoup de précision et une économie de temps considerable, Paris, Dalmont, 1858.
- Manuale pratico di geodesia moderna, Milano, Tipografia e litografia degli ingegneri, 1869.

## Pubblicazioni
- Francesco De Vincentis, Ignazio Porro (1801-1875) e la nascita dell’ottica applicata in Italia, in Giornale di Fisica, vol. 40, n. 3, 1999,  pp. 165-176.
- Michele T. Mazzucato, Ignazio Porro: un geniale ma poco conosciuto ottico, in Atti Fondazione G. Ronchi, LXVII, n. 4, luglio/agosto 2012,  pp. 499-515.
- Domenico Ragona, Il cav. Porro e le sue invenzioni, in Giornale Officiale di Sicilia, n° 28/29, 1858,  p. 1-22.
- Giovanni Virginio Schiaparelli, Ignazio Porro, in Rivista di Astronomia e Scienze Affini, n. 4, 1910,  p. 1-12.